# Перехвальська Олена Всеволодівна
Оле́на Все́володівна Перехва́льська — російський мовознавець, доктор філологічних наук. Дослідниця румейської мови.

## Біографічні відомості
У 1976 році здобула освіту на відділенні іспанської мови філологічного факультету Ленінградського державного університету. У студентські роки слухала курс Л. Г. Герценберга з індоєвропейського мовознавства, що й визначило коло наукових інтересів дослідниці у майбутньому. У 1987 році захистила кандидатську дисертацію, присвячену впливу кельтського субстрату на формування синтаксису сучасних романських мов (французької та іспанської).
У подальшому Перехвальська досліджувала мовні контакти в цілому: вплив субстрату, взаємовплив мов в умовах мовного зсуву, проблеми, пов'язані з формуванням, розвитком і функціонуванням піджину і креольських мов, зокрема піджини, що сформувалися на лексичній основі російської мови. Е. В. Перехвальска багато займалася також дослідженням соціолінгвістичних умов контактування мов, питаннями міжкультурної комунікації. Зокрема їй належать дослідження контакту російської мови та румейської мови грецьких поселень Приазов'я.
З 1999 року на кафедрі загального мовознавства СПДУ, читає курси «Етнолінгвістика», «Введення в американістику», «Лінгвістичне вивчення міста», викладає іспанську та ірландську мови. Очолює відкриту нею спеціалізацію «Етнолінгвістика та польові дослідження».
2006 року захистила докторську дисертацію за темою: «Сибірський піджин: далекосхідний варіант: формування. Історія. Структура».